# Ilwad Elman
Pour les articles homonymes, voir Elman.
Ilwad Elman (somali : ilwaad Elman), née vers 1990, est une militante sociale somali-canadienne. Elle travaille pour le Centre Elman pour les droits de l'homme de Mogadiscio aux côtés de sa mère Fartuun Adan, fondatrice de cette ONG.

## Biographie
Ilwad est née entre 1989 et 1990, à Mogadiscio, en Somalie, dans une fratrie de quatre filles. Elle est la fille d'un entrepreneur et militant pour la paix, Elman Ali Ahmed, et de la militante Fartuun Adan.
En 1996, au cours de la guerre civile somalienne, son père est tué près de leur maison dans le sud de Mogadiscio. La famille émigre au Canada en 1999. Elle finit ses études à Ottawa.
En 2010, elle revient en Somalie travailler aux côtés de sa mère réinstallée sur place depuis 2007. Sa sœur cadette, Iman, se joint à elle, et sert en tant que commandant au sein des forces armées somaliennes.
Fartuun Adan et ses enfants, créent une ONG, le Centre Elman pour les droits de l'homme à Mogadiscio. Adan y sert comme directrice exécutive. Ilwad y est Directrice des Programmes et du Développement. Elle dirige également Sœur Somalie, premier programme du pays pour aider les victimes de violences sexuelles et de mariage forcé. Ce programme fournit des conseils, des soins de santé et une aide au logement pour ces femmes.Elle participe à la sensibilisation de la population locale sur ces questions, et encourage les évolutions dans la politique gouvernementale. 
En outre, elle préside également un groupe mis en place pour aider les enfants de la rue dans la capitale, et travaille en collaboration avec l'UNICEF. Elle consacre aussi une grande partie de son temps à la déradicalisation de mineurs ayant appartenu au groupe terroriste somalien al-Shabaab,.
À la mi-2012, elle anime sa première conférence TED (TEDx). L'événement est organisé par la First Somali Bank pour mettre en valeur des améliorations sur l'activité des entreprises, le développement et la sécurité pour les investisseurs internationaux ou somaliens. Elle y présente l'action menée dans le processus de reconstruction post-conflit du pays.
En 2013, Elman est également présente dans le documentaire Through the Fire, avec Hawa Abdi et Edna Adan Ismail. Elle figure aussi dans le film de 2014  Live From Mogadishu, qui met l'accent sur le Festival de Paix de mars 2013. Organisé par l'ensemble Waayaha Cusub et le philanthrope Bill Brookman, c'est le premier festival international de musique à s'être tenu dans la capitale de la Somalie depuis des années.
En 2014, Elman a été nommée parmi les Young African Leaders Initiative par le département d'État des États-Unis.
En 2022, elle est lauréate du prix Nobel alternatif avec sa mère Fartuun Adan.